# Spolia opima

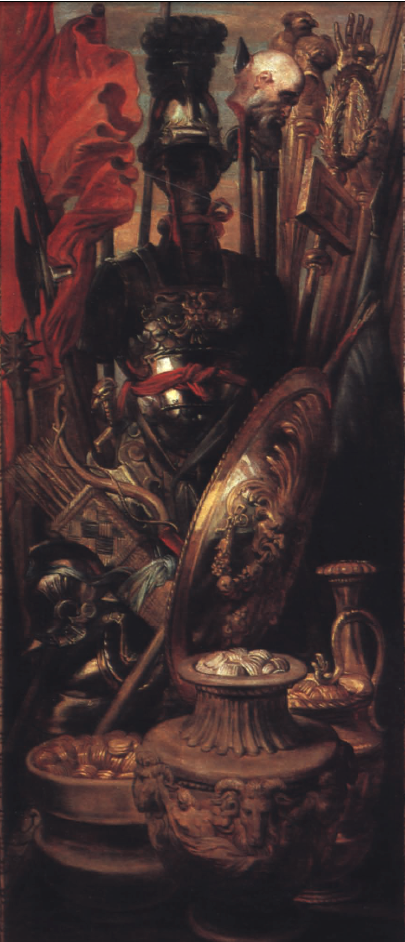
Rubensův obraz „Trofej“ zobrazující římskou zbroj

Spolia opima („ bohatá kořist “) bylo brnění, zbraně a další efekty, které starověký římský generál svlékl z těla nepřátelského generála zabitého v souboji těchto dvou generálů v bitvě. Spolia opima byla považována za nejvyšší z několika dalších válečných vyznamenání, které mohl velitel získat a to včetně nepřátelských vojenských norem.
Po celou existenci starověkého Říma toto vyznamenání získali jen tři generálové. Precedentem byl Romulův souboj s Acronem (král Caenine), kterého zabil a zbavil zbroje po znásilnění sabinských žen. Ve druhém případě získal vyznamenání Aulus Cornelius Cossus od Lara Tolumnia, krále Veientes, během pátého století před naším letopočtem. Třetí a historicky nejzachovalejší událost nastala před druhou punskou válkou, kdy Marcus Claudius Marcellus (konzul 222 př. n. l.) Svlékl keltského válečníka Viridomara, krále Gaesatae. Nero Claudius Drusus, římský generál prvního století před naším letopočtem, během svých kampaní vyhledával germánské náčelníky, kterým by mohli čelit v souboji. Zdroje naznačují, že se mu mohlo podařit spolia opima.
Obřad spolia opima byl rituálem státního náboženství, který měl napodobovat archaické obřady prováděné zakladatelem Říma Romulem. Vítěz připevnil svléknutou zbroj na kmen dubu, odnesl ji sám v průvodu na Kapitol a zasvětil ji v chrámu Jupitera Feretria.